# أتو (أسطورة)
أتو (بالإنجليزية: Atu)‏ بحسب أسطورة ساموية هو اسم الرجل الأول في فيجي والرجل الأول في تونغا.